# North American Soccer League (2012)
North American Soccer League w roku 2012 był drugim sezonem tych rozgrywek. Po raz pierwszy w historii mistrzem NASL został klub Tampa Bay Rowdies, natomiast wicemistrzem Minnesota United.

## Sezon zasadniczy
| #  | Drużyna                  | M  | Z  | R  | P  | Bramki | Punkty | Uwagi                  |
| -- | ------------------------ | -- | -- | -- | -- | ------ | ------ | ---------------------- |
| 1. | San Antonio Scorpions    | 28 | 13 | 8  | 7  | 46:27  | 47     | Play Off - Półfinał    |
| 2. | Tampa Bay Rowdies        | 28 | 12 | 9  | 7  | 37:30  | 45     | Play Off - Półfinał    |
| 3. | Puerto Rico Islanders    | 28 | 11 | 8  | 9  | 32:30  | 41     | Play Off - Ćwierćfinał |
| 4. | Carolina RailHawks       | 28 | 10 | 10 | 8  | 44:46  | 40     | Play Off - Ćwierćfinał |
| 5. | Fort Lauderdale Strikers | 28 | 9  | 9  | 10 | 40:46  | 36     | Play Off - Ćwierćfinał |
| 6. | Minnesota United         | 28 | 8  | 11 | 9  | 34:33  | 35     | Play Off - Ćwierćfinał |
| 7. | Atlanta Silverbacks      | 28 | 7  | 9  | 12 | 35:46  | 30     |                        |
| 8. | FC Edmonton              | 28 | 5  | 10 | 13 | 26:36  | 25     |                        |

Aktualne na 13 kwietnia 2018. Źródło:
Zasady ustalania kolejności: 1. liczba zdobytych punktów; 2. różnica zdobytych bramek; 3. większa liczba zdobytych bramek.

## Play Off

### Ćwierćfinał
| 29 września 2012 | Carolina RailHawks | 3:1raport | Fort Lauderdale Strikers |  |
|                  |                    |           |                          |  |

| 30 września 2012 | Puerto Rico Islanders | 1:2raport | Minnesota United |  |
|                  |                       |           |                  |  |

### Półfinał

#### Para nr 1
| 7 października 2012 | Carolina RailHawks | 1:2raport | Tampa Bay Rowdies |  |
|                     |                    |           |                   |  |

| 14 października 2012 | Tampa Bay Rowdies | 3:3raport | Carolina RailHawks |  |
|                      |                   |           |                    |  |

Dwumecz wygrało Tampa Bay Rowdies wynikiem 5:4.

#### Para nr 2
| 7 października 2012 | Minnesota United | 0:0raport | San Antonio Scorpions |  |
|                     |                  |           |                       |  |

| 14 października 2012 | San Antonio Scorpions | 1:2raport | Minnesota United |  |
|                      |                       |           |                  |  |

Dwumecz wygrało Minnesota United wynikiem 2:1.

### Finał
| 21 października 2012 | Minnesota United | 2:0raport | Tampa Bay Rowdies |  |
|                      |                  |           |                   |  |

| 28 października 2012 | Tampa Bay Rowdies | 3:1 k. 3:2raport | Minnesota United |  |
|                      |                   |                  |                  |  |

W dwumeczu padł remis 3:3. O mistrzostwie zdecydował konkurs rzutów karnych który wygrało Tampa Bay Rowdies wynikiem 3:1.